# Sajjad Karim
Sajjad Haider (Saj) Karim (ur. 11 lipca 1970 w Blackburn) – brytyjski prawnik i polityk, poseł do Parlamentu Europejskiego VI, VII i VIII kadencji.

## Życiorys
Pochodzi z rodziny pakistańskiej. W 1993 uzyskał dyplom licencjata prawa w zakresie rozszerzonym w The College of Law w Chester. W 1994 zdał egzaminy adwokackie w Law Society. W tym samym roku został adwokatem przy Sądzie Najwyższym Anglii i Walii. W latach 1994–2004 był członkiem Komisji Równouprawnienia Towarzystwa Law Society.
Od 1994 do 2001 był radnym rady okręgu miejskiego Pendle. W 2004 uzyskał mandat posła do Parlamentu Europejskiego z listy Liberalnych Demokratów (został pierwszym brytyjskim eurodeputowanym wyznania muzułmańskiego). Należał do grupy Porozumienie Liberałów i Demokratów na rzecz Europy. W 2007 przeszedł do Partii Konserwatywnej, a następnie został członkiem frakcji Europejskiej Partii Ludowej i Europejskich Demokratów. W 2009 uzyskał europarlamentarną reelekcję. W VII kadencji PE, jak wszyscy członkowie Partii Konserwatywnej, przystąpił do grupy Europejscy Konserwatyści i Reformatorzy. W 2014 został ponownie wybrany do Europarlamentu, w którym zasiadał do 2019.